# Lütschine
Lütschine er en flod i den schweiziske kanton Bern. Den er en biflod fra venstre til Aare.
Lütschine består af to næsten lige lange flodarme, Schwarzen (Sorte) Lütschine fra Grindelwald og Weissen (Hvide) Lütschine fra Lauterbrunnental. Fra Lauterbrunnental og nordpå løber Lütschine ved Interlaken ud i Brienzersee og dermed i floden Aare, som selv er en biflod til Rhinen.

46°41′28″N 7°53′54″Ø / 46.69106°N 7.89828°Ø